# Martonvásár
Martonvásár est une ville et une commune du comitat de Fejér en Hongrie.

## Jumelage
- Baienfurt (Allemagne) depuis 1993